# کاوازاکی پی-۲جی
کاوازاکی پی-۲جی (به انگلیسی: Kawasaki P-2J) یک هواگرد ساختِ کارخانهٔ لاکهید کورپوریشن در کشور ایالات متحده آمریکا است که در سال ۱۹۶۶–۱۹۷۹ ساخته شد. نخستین استفاده‌کنندهٔ این هواگرد نیروی دریایی دفاع از خود ژاپن بوده‌است. این هواگرد برای نخستین بار در ۲۱ ژوئیه ۱۹۶۶ میلادی مورد استفاده قرار گرفت.